# Миколаївська сільська територіальна громада (Синельниківський район)
Миколаївська сільська громада  — територіальна громада в Україні, в Синельниківському районі Дніпропетровської області. Адміністративний центр  — село Миколаївка.
Площа громади — 274,4 км², населення — 6382 мешканці (2018).
Утворена 28 березня 2017 року шляхом об'єднання Васильківської, Миколаївської та Петрівської сільських рад Петропавлівського району.
19 липня 2020 року, в результаті адміністративно-територіальної реформи та ліквідації  Петропавлівського району, громада увійшла до складу новоутвореного Синельниківського району.

## Населені пункти
До складу громади входять 1 селище (Васильківське) і 16 сіл: Бажани, Відродження, Дмитрівка, Запоріжжя, Кардаші, Катеринівка, Кунінова, Маломиколаївка, Мар'янівка, Миколаївка, Новопричепилівка, Олефірівка, Петрівка, Русакове, Сидоренко, Чумаки.